# Carolina Isolani
Carolina Isolani (Bologna, 4 settembre 1875 – Bologna, 24 febbraio 1945) è stata una scrittrice e filantropa italiana.

## Biografia
Carolina Isolani, appartenente alla famiglia dei conti Isolani, molto influenti a Bologna fin dal Trecento, era una dei cinque figli di Francesco Isolani Lupari e di Letizia Tattini. Trascorse la sua vita da nubile a Bologna, nel Palazzo Isolani di via Santo Stefano 16, da non confondere con casa Isolana in Strada Maggiore. Carolina viveva insieme alla famiglia del fratello Gualtiero, con il quale fu uccisa la sera di sabato 24 febbraio 1945 da una squadra di partigiani della Settima Gap Garibaldi. Nell'attentato rimase gravemente ferita Letizia, l'unica figlia di Gualtiero e furono uccisi anche il fattore Andrea Montebugnoli e la maestra Ines Benfenati Antonelli di Budrio.. Secondo il rapporto della Brigata, l'uccisione dei conti fu quasi accidentale, in quanto il vero obiettivo era la maestra Ines Benfenati, ritenuta una spia, e che aveva tradito un partigiano per un quantitativo di sale.
La notizia dell'attentato fu riportata su il Resto del Carlino in articoli diversi (27 febbraio 1945, 28 febbraio 1945, 3 marzo 1945, 11 marzo 1945).
Carolina e Gualtiero Isolani furono seppelliti nel Monumento Isolani Lupari al Cimitero monumentale della Certosa di Bologna, come testimonia l'epigrafe in marmo, collocata nell'arco 77 del Chiostro Terzo.
Il nome di Carolina Isolani è legato non solo alla storia della sua famiglia, ma anche all'editoria per l'infanzia: tra le diverse pubblicazioni, si ricordano Fiabe per la casa editrice Gherardi e la seconda edizione con la Zanichelli, Nuove favole per la Zanichelli e Le avventure di Biribi, pubblicato in due volumi, per Cappelli. 
Il primo volume, edito nel 1913, è una raccolta di storie di genere fantastico, illustrate da Leonella Nasi; il secondo narra le disavventure di Biribì, la cagnolina di una famiglia nobile bolognese, che  abita nella campagna di Castel San Pietro. Le illustrazioni, complete di didascalia e alcune corredate di un'elegante cornice liberty, seguono in modo pedissequo il racconto e lo stile signorile della Isolani. 
Per Zanichelli ha pubblicato anche "Donne di virtù nella baraonda bolognese del Settecento", un saggio storico biografico su alcune donne della famiglia Isolani.
Carolina Isolani è stata anche Ispettrice del Corpo delle infermiere volontarie della Croce Rossa italiana di Bologna, la cui sede, dal 1915 al 1930, fu proprio presso palazzo Isolani. 
Nel 1916, con l'ausilio del pediatra Carlo Francioni, fondò l’Istituto Aiuto Materno, di cui fu anche presidentessa.